# Юрацкая губа
Юрацкая губа — глубокий, полузакрытый залив Карского моря к северо-востоку от выхода из Гыданской губы. Омывает северо-восточную оконечность Гыданского полуострова. На Генеральной карте Енисейской губернии 1825 г. обозначена как залив Варенцовский.
В длину губа вытянута на 45 км, в ширину достигает 33 км. Выход из губы образуют с юга — мыс Минина полуострова Мамонта и с севера — мыс Пайсаля полуострова Олений.
Берег пологий, покрыт тундровой растительностью, местами сильно заболочен. В залив со всех сторон впадает несколько десятков рек, в том числе относительно крупные: Есяяха и Юнъяха.
Бо́льшую часть года губа покрыта льдом. Мелководная, с ярко выраженными приливами и отливами.
Акватория и побережье губы относятся к территории Ямало-Ненецкого автономного округа Тюменской области.
Побережье залива необитаемо, входит в состав Гыданского природного заповедника.
К северу от выхода из губы расположены острова: Олений, Проклятые и Ровный.
В водах губы обитают: омуль, пелядь, сиг, чир, ряпушка, корюшка, щука, навага и сайка.